# St. Ulrich (Pöcking)

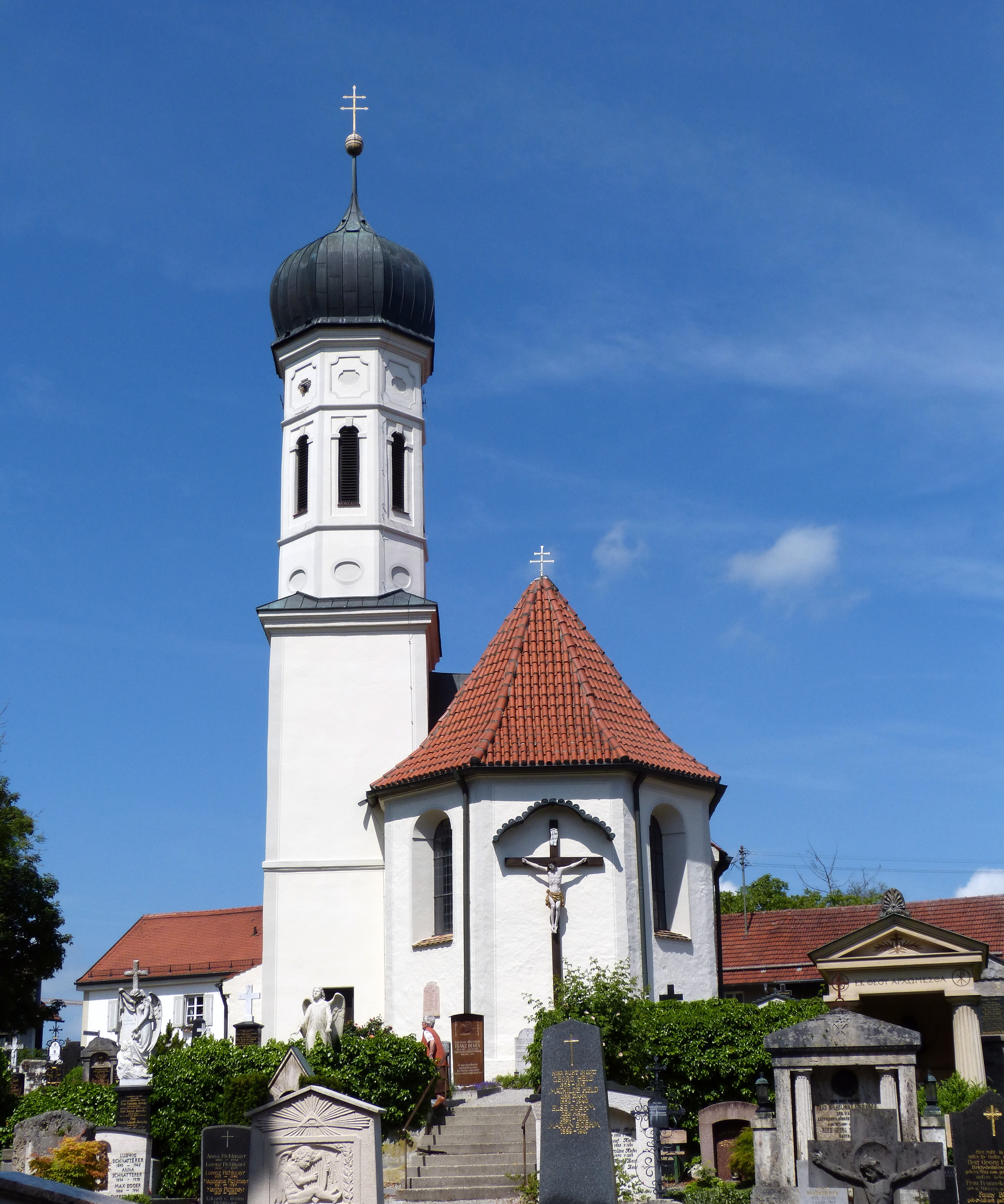
Pöcking, St. Ulrich, Außenansicht von Westen

Die römisch-katholische Filialkirche St. Ulrich in Pöcking im Landkreis Starnberg wurde im 14. Jahrhundert errichtet.

## Geschichte
Die Grundlagen der Kirche stammen aus dem 14. Jahrhundert, allerdings wurde bis 1700 eine barocke Kirche an deren Stelle errichtet. Bis 1983 fand eine Generalsanierung statt. Die Kirche ist nicht im Eigentum der Gemeinde, sondern in dem einer Kirchenstiftung. Aufgrund der geringen Benutzung wird seit 2022 überlegt, die Kirche zu profanieren und in ein Kulturzentrum mit einem Verein umzuwandeln.

## Architektur
Das Kirchenschiff hat ein Satteldach mit einem südlich separat stehenden Zwiebelturm. Die Kirche ist von einem ummauerten Friedhof aus dem 20. Jahrhundert umgeben. Im Südosten befinden Kirche und Pfarreienzentrum St. Pius.